# Бандама
Банда́ма (Белая Бандама) — река в Западной Африке.
Является самой длинной рекой в Кот-д’Ивуаре. Длина реки — около 1050 км, её бассейн охватывает площадь в 98 500 км². Направление течения реки с севера на юг; она впадает в Гвинейский залив.
В 1973 году на реке сооружена ГЭС с генерирующей мощностью в 176 МВт.
Судоходна на 65 км от устья, выше из-за многочисленных порогов и резкого снижения уровня воды в сухой период передвижение невозможно.
Город Ямусукро, столица Кот-д’Ивуара, расположен в непосредственной близости от реки Бандама.